# エコナックホールディングス
エコナックホールディングス株式会社は、東京都港区に本社を置く企業の事業持株会社。

## 概要
不動産業、温浴事業などを行っている。旧日本レースの創業事業である各種レースや化粧品などの製造、販売からは撤退した。2025年10月1日付で、テルマー湯ホールディングス株式会社への社名変更を予定している。

## 沿革
- 1926年 - 日本レース株式会社設立。
- 1943年 - 京都織物株式会社（1968年廃業）からレース製品事業を継承。
- 1944年 - 日本航空電器株式会社へ一時的に社名変更。
- 1945年 - 日本レース株式会社へ社名復帰。
- 1949年 - 東京証券取引所、京都証券取引所上場。
- 1950年 - 大阪証券取引所上場。
- 2001年 - エコナック株式会社に社名変更。本店を東京都中央区に移転。
- 2008年 - 業種を繊維製品から不動産業に変更。湖北日本レース株式会社を日本レース株式会社に社名変更。
- 2009年 - 本社機能を京都市から東京都世田谷区に移転。
- 2010年 - 大阪証券取引所上場廃止。
- 2010年8月1日 - 持株会社化移行により、エコナックホールディングス株式会社に社名を変更。
- 2015年 - 東京都内で温浴事業を開始。
- 2017年 - 業種を不動産業からサービス業に変更。日本レース株式会社の繊維事業を引き継ぎ、化粧品事業を残した同社の株式を東洋発酵に譲渡し、化粧品事業から撤退。
- 2020年 - 繊維事業から撤退。
- 2023年 - 東京証券取引所スタンダード市場へ市場変更[3]。

## 所在地
- 東京本社 - 東京都港区